# Québec : Duplessis et après…
Pour plus de détails, voir Fiche technique et Distribution.
Québec : Duplessis et après... est un film documentaire de Denys Arcand produit en 1972. Version anglaise: Québec: Duplessis and After...

## Synopsis
Avec des bouts de tournages actuels et des documents d’archive comme le Catéchisme des électeurs et le rapport Durham, Denys Arcand dissèque les espoirs associées aux élections québécoises de 1970. Il traite en parallèle cette campagne électorale et celle de Maurice Duplessis en 1936 pour questionner si la Révolution tranquille a tellement changé le Québec et si un leader politique nouveau peut advenir dans l’histoire nationale. 

## Fiche technique
- Titre : Québec: Duplessis et après...
- Réalisation : Denys Arcand
- Scénario : Denys Arcand sur une idée de Pierre Maheu
- Photographie : Alain Dostie, Réo Grégoire, Pierre Letarte et Pierre Mignot
- Montage : Denys Arcand et Pierre Bernier
- Son : Serge Beauchemin et Jacques Drouin
- Production : Paul Larose
- Société de production : Office national du film du Canada
- Pays :  Canada
- Genre : Documentaire
- Durée : 121 minutes
- Dates de sortie : 
  -  Canada : 23 juin 1972

## Distribution
- Robin Spry : Lecteur du Rapport Durham (1838)
- Gisèle Trépanier : Lectrice du "Catéchisme des électeurs" (1936)
- Denys Arcand : Il interroge la lectrice du "Catéchisme des électeurs" (Voix)
- Robert Bourassa : Lui-même, (Chef du Parti libéral du Québec)
- Robert Burns : Lui-même, (Candidat du Parti québécois dans Maisonneuve)
- Claude Charron : Lui-même, (Candidat du Parti québécois dans Saint-Jacques)
- Antoine Drolet : Lui-même, (Candidat du Ralliement créditiste dans Portneuf)
- Maurice Duplessis : Lui-même, (Premier ministre du Québec) (Document d’archives)
- Bernard Landry : Lui-même, (Candidat du Parti québécois dans Joliette)
- André Léveillé : Lui-même, (Candidat de l'Union nationale dans Maisonneuve)
- René Lévesque : Lui-même, (Président du Parti québécois)
- Marcel Masse : Lui-même, (Candidat de l'Union nationale dans Montcalm)
- Jacques-Yvan Morin : Lui-même, (Candidat du Parti québécois dans Bourassa)
- Jean-Robert Ouellet : Lui-même, (Candidat du Parti libéral dans Maisonneuve)
- Guy Pelletier : Lui-même, (Candidat du Parti québécois dans Portneuf)
- Robert Quenneville : Lui-même, (Candidat du Parti libéral dans Joliette)
- Pierre Roy : Lui-même, (Candidat de l'Union nationale dans Joliette)
- Camil Samson : Lui-même, (Président du Ralliement créditiste du Québec)
- Jacqueline Poirier : Elle-même, animatrice de radio pour CJLM à Joliette